# Hermannia quartiniana
Hermannia quartiniana är en malvaväxtart. Hermannia quartiniana ingår i släktet Hermannia och familjen malvaväxter.

## Underarter
Arten delas in i följande underarter:
- H. q. quartiniana
- H. q. stellulata